# Имре Мадач
Имре Мадач (на унгарски: Madách Imre) (20 януари, 1823 - 5 октомври, 1864) е унгарски поет, писател, юрист, политик (депутат) и учен (член-кореспондент на Унгарската академия на науките).
Неговата основна работа е философската драма в стихове „Трагедията на човека“ (1861). Един от най-известните унгарски поети от 19 век.

## Биография
Роден е през 1823 г. в Алсострехова, Кралство Унгария (днес Долна Стрехова, Словакия) в заможно аристократично семейство.
През 1829 г. започва да учи в духовно училище. През 1831 г., по време на холерната епидемия, остава в Будапеща. През 1937 започва обучението си в университет. През 1842 г. официално става адвокат. През 1860 г. завършва работата по „Трагедията на човека“.
Умира в родния си град в Кралство Унгария през 1864 г.

## Творчество
- Лагерни картини – стихосбирка, 1849 г.
- Цветя от лира – стихосбирка, 1840 г.
- Трагедията на човека – пиеса, 1861 г.
- Мойсей – пиеса, 1861 г.